# حاتم مراد
حاتم مراد ولد في 12 أغسطس 1955، هو خبير سياسي تونسي متخصص في الأحزاب السياسية والرأي العام والليبرالية والحوكمة.

يعمل كأستاذ مشارك في العلوم السياسية في كلية العلوم القانونية والسياسية والاجتماعية بتونس (جامعة قرطاج)، وهو الرئيس المؤسس للجمعية التونسية للدراسات السياسية.

## السيرة الذاتية
تحصل على الأستاذية في القانون العام من جامعة بانتيون أساس، ثم على ماجستير في الدبلوماسية وإدارة المنظمات الدولية من جامعة باريس الجنوبية في 1985 وتحصل في نفس السنة على شهادة من الأكاديمية الدولية للقانون الدستوري. ثم في 1991، نال شهادة الدكتوراه في القانون العام الدبلوماسي حول موضوع الإجراءات الداخلية للمؤتمرات الدبلوماسية من جامعة باريس الجنوبية.

في كلية العلوم القانونية والسياسية والاجتماعية بتونس (جامعة قرطاج)، كان مساعدا في 1991 ثم أستاذا مساعدا في 1997، تحصل على التجميع في القانون العام والعلوم السياسية في 2005، قبل أن يصبح أستاذا في التعليم العالي في 2011. كان مدير قسم القانون العام والعلوم السياسية بين 2005 و2011، ثم مدير مدرسة الدكتوراه في 2012، وكان في نفس الوقت مسؤول المجاستير في العلوم السياسية منذ 2011.

بين 2010 و2011 كان عضوا في الجمعية الفرنسية للعلوم السياسية، قبل أن يؤسس في نفس السنة الجمعية التونسية للدراسات السياسية والتي يترأسها منذ ذلك الوقت. بمناسبة المؤتمر 22 للرابطة الدولية للعلوم السياسية المنعقد في مدريد في يوليو 2012، انتخب عضوا في لجنتها التنفيذية. أعيد انتخابه في المؤتمر 23 المنعقد في مونتريال في 2014. هو أيضا عضو في المجلس العلمي لكلية العلوم القانونية والسياسية والاجتماعية بتونس منذ 2005.

في 2006، أصبح أستاذ زائر في كلية الحقوق والعلوم السياسية في جامعة آيكس مارسيليا، ثم بين 2008 و2012 في جامعة جان مولان ليون 3، وفي جامعة باريس الجنوبية في 2011 و2012، وفي جامعة تولوز 1 كابيتول ومعهد الدراسات السياسية في تولوز في 2012، وفي معهد الدراسات السياسية في بوردو في 2013، وفي جامعة خنت في 2014، وأخيرا في معهد الدراسات السياسية في رين في 2016.

كصحفي، تعاون مع صحيفتي ريالتي والاقتصادي المغاربي التونسيتين بين 1988 و1991، ثم في الصحيفة الفرنسية لو كورييه دو الأطلس منذ 2012.

## مؤلفاته

### الشخصية
- Place de la procédure dans la diplomatie multilatérale (مكان الإجراءات في الدبلوماسية المتعددة الأطراف)، مركز النشر الجامعي، تونس العاصمة، 2001 (ردمك 978-9-973370-25-9).
- L’opinion publique mondiale (الرأي العام العالمي)، مركز النشر الجامعي، تونس العاصمة، 2006 (ردمك 978-9-973372-88-8).
- Libéralisme et adversité (الليبرالية والشدائد)، مركز النشر الجامعي، تونس العاصمة، 2008 (ردمك 978-9-973374-12-7).
- Libéralisme et liberté dans le monde arabo-musulman : de l’autoritarisme à la Révolution (الليبرالية والحرية في العالم العربي الإسلامي: من الاستبداد إلى الثورة)، دار نشر Éditions du Cygne، باريس، 2011 (ردمك 978-2-84924-233-9).
- Le déficit démocratique sous Bourguiba et Ben Ali (العجز الديمقراطي تحت حكم بورقيبة وبن علي)، دار نشر نيرفانا، تونس العاصمة، 2014 (ردمك 978-9-973855-77-0).
- Tunisie : de la révolution à la Constitution (تونس: من الثورة إلى الدستور)، دار نشر نيرفانا، تونس العاصمة، 2014 (ردمك 978-9-973855-73-2).
- La gouvernance : entre le citoyen et le politique (الحوكمة: بين المواطن والسياسة)، دار نشر L'Harmattan، باريس، 2015 (ردمك 978-2-343054-93-3).
- Le dialogue national en Tunisie (الحوار الوطني في تونس)، دار نشر نيرفانا، تونس العاصمة، 2015 (ردمك 978-9-973855-81-7).
- Libéralisme et antilibéralisme dans la pensée politique (الليبرالية ومعاداة الليبرالية في الفكر السياسي)، دار نشر Éditions du Cygne، باريس، 2016 (ردمك 978-2-849244-44-9).

### تحت إدارته
- Gouvernance et institutions publiques (الحوكمة والمؤسسات العامة)، منشورات جامعة الشؤون الاجتماعية بتولوز، تولوز، 2008 (ردمك 978-2-915699-72-2).
- Le libéralisme et les nouvelles contraintes de l’action politique (الليبرالية والقيود الجديدة للعمل السياسي)، منشورات جامعة تولوز 1 كابيتول، تولوز، 2010 (ردمك 978-2-915699-95-1).
- La transition démocratique à la lumière des expériences comparées (التحول الديمقراطي في ضوء التجارب المقارنة)، تحت إدارة مشتركة مع الفاضل موسى، كلية العلوم القانونية والسياسية والاجتماعية بتونس، تونس العاصمة، 2012.